# Jean Louis Vivès
Pour les articles homonymes, voir Vivès (homonymie).
Jean Louis Vivès (en catalan : 'Joan Lluís Vives' ; en espagnol : Juan Luis Vives ; en latin : Ioannes Lodovicus Vives), né à Valence (royaume de Valence) le 6 mars 1492 et mort à Bruges (Pays-Bas bourguignons), le 6 mai 1540, est un théologien, un philosophe et un pédagogue espagnol.
Juif converti au catholicisme, il livra des réflexions neuves sur l'organisation de la société et fut avec Érasme et Budé, l'un des plus grands représentants de l’humanisme chrétien nordique mais aussi l'un des philosophes espagnols les plus érudits et profonds. Porté par une morale de l'action concrète à la politique, son œuvre exerça son influence pendant plusieurs siècles. « Polygraphe de génie », il est reconnu « personnalité la plus européenne du siècle d'or espagnol ».

## Biographie

### Famille
Vives naît dans une famille de Juifs conversos devenus « nouveaux chrétiens » forcés, à la suite des sanglantes émeutes antijuives de 1391 puis à nouveau persécutés par l'Inquisition espagnole pour avoir secrètement pratiqué le judaïsme (crypto-judaïsme),. 
Il est l'aîné de la fratrie composée de Jaume, Beatriu, Anna Leonor et Isabel. Son père, Lluís Vives Valeriola (ex Abenfaçam), petit marchand valencien, voit tous ses biens confisqués quand il meurt sur le bûcher en 1522, et sa mère, Blanquina March Almenara (ex Xaprud) (1473-1508), est condamnée en effigie pour hérésie et apostasie (judaïsme) par les inquisiteurs Arnau Alberti et Juan de Churruca, puis sa mémoire est anathématisée et ses restes sont déterrés 21 ans après sa mort pour être brûlés, en 1529 à Valence,,,. Ainsi, les deux sœurs de Vives, Beatriz et Leonor, ne peuvent plus prétendre revendiquer leur droit aux 10 000 sous ou sueldos de la dot de leur mère ni à quelconque bien de leurs deux parents, confisqués par le Trésor royal pour devenir propriété de l'Inquisition,,. 
Lors de la révolte des Germanias (entre 1519 et 1523), des membres de sa famille judéo-converse adoptent des positions radicalement différentes : si la majorité des Vives est opposée aux insurgés, à l’image de Baltasar, l’oncle de Joan Lluis Vives, « qui participa de façon décisive à la répression, un autre oncle, Enric March, juriste, participa à la révolte comme assesseur du gouvernement des Trece et fut condamné à 420 sueldos d’amende. Un autre oncle de Joan Lluis, Joan March pactisa avec le Génois Spinola au nom d’un autre agermanado Diego de Trevinyo ».
L'origine juive de Vivès et la tragédie familiale ne sont découvertes que dans les années 1960 et permettent alors à des biographes d'expliquer son exil définitif de Valence, certaines de ses attitudes (son refus de retourner en Espagne), certains de ses commentaires épistolaires (son inquiétude pour sa famille et son découragement à certaines occasions) et probablement une partie de son œuvre,.

### Formation
Vives quitte très jeune l'Espagne (1509), tant par peur des poursuites de l’Inquisition que par désir de s'inscrire à la Sorbonne, alors l'université la plus réputée d'Europe. Il s'installe à Paris en 1509, à l'âge de seize ans, pour poursuivre ses études (sous Louis XII) et sera reçu docteur. 
À son arrivée, il s'inscrit comme étudiant de première année à la Faculté des Arts. Au début, il fréquente le collège de Lisieux pour suivre les cours de Juan Dolz mais il se déplace bientôt au collège de Beauvais pour écouter les leçons de Jan Dullaert. Plus tard, il étudia sous la direction de l'Aragonais Gaspard Lax de Sarenina au Collège de Montaigu mais, comme Érasme (son contemporain), il fut déçu par le faible niveau des cours et les bizutages à répétition. De sorte qu'en 1512, il s’établit à Bruges et il y épousa une Valencienne, malgré quelques tentatives de retour à Paris en 1514, où il enseigne à l'université et publie ses premiers ouvrages : un profil bibliographique de Dullaert, son professeur, trois traités religieux, cinq prologues ou commentaires introductifs à des œuvres classiques ou aux siennes, un dialogue sur l'éducation et l'édition critique du Poeticon astronomicon, attribué à Gaius Julius Hygienus. Il retourne encore à Paris en 1519 et 1536. La capitale française l’attirait, mais les rues encombrées et la familiarité brutale des habitants lui faisaient préférer les Pays-Bas espagnols.

### Activités

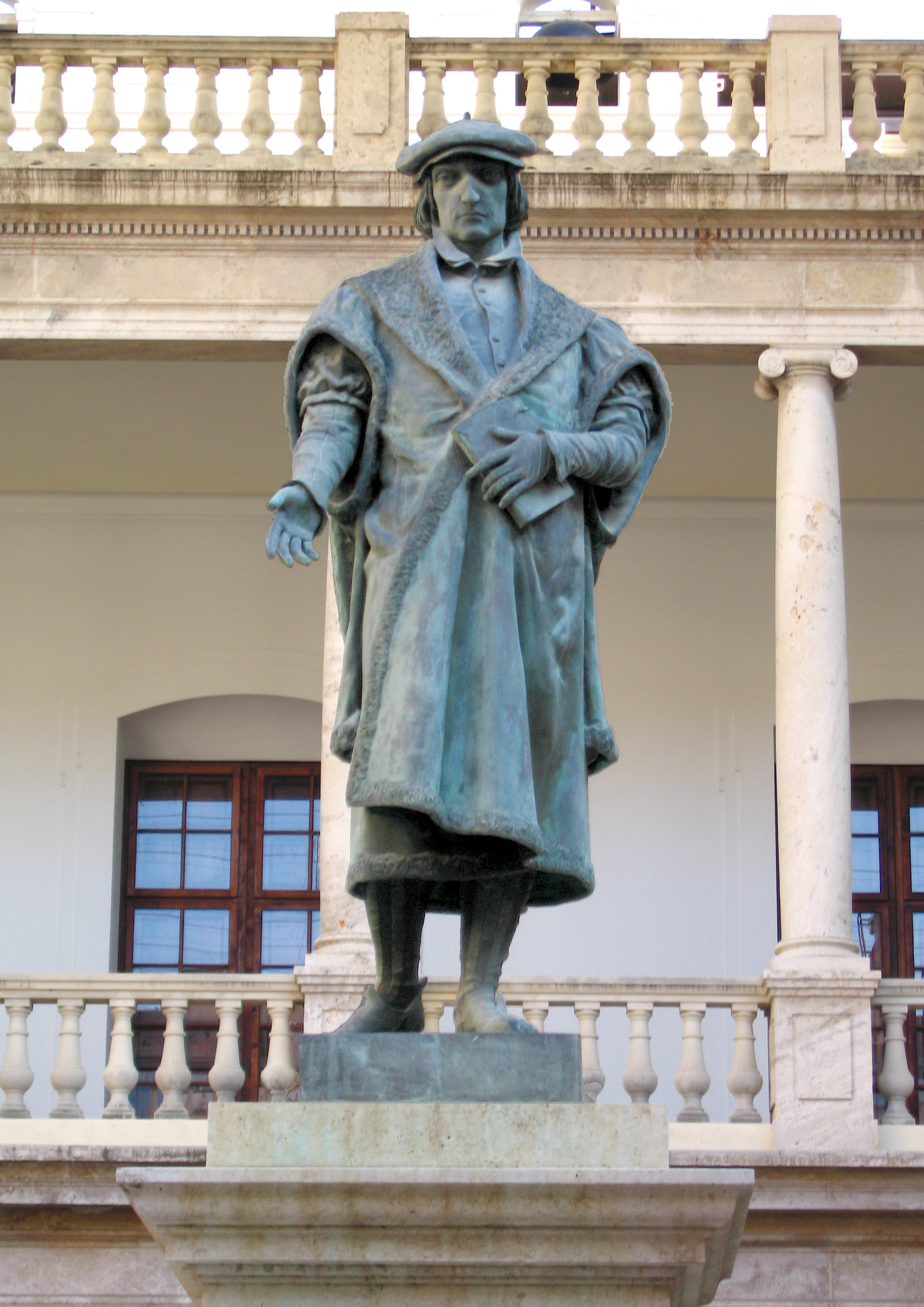
Statue de Jean Louis Vivès dans le cloître de La Nau (Université de Valence).

En 1517, il entra au service de Guillaume de Croÿ et deux ans plus tard, se vit confier une chaire de professeur titulaire à l’université de Louvain au Collège du Château (collegium castrense). La visite d’Érasme à Louvain (1517-1521) fut pour Vivès un événement majeur : subjugué par le charisme du maître, il chercha dès ce moment à l'imiter en tout. Érasme, quant à lui, appréciait l'érudition de Vivès, et l'engagea à préparer une édition commentée de La Cité de Dieu de Saint Augustin. Le manuscrit fut confié à l'imprimeur bâlois Johann Froben en 1522, bien qu'Érasme fût déçu du résultat (il trouvait Vivès trop prolixe et inutilement polémique). En 1521, la mort de son mécène amène Vivès à démarcher successivement Charles Quint, le duc d’Albe et le Cardinal d’Utrecht, sans succès. 
Ayant dédié son traité sur l'Éducation des filles (De institutione feminæ Christianæ) à la reine Catherine d'Aragon, dont il est précepteur de la fille Marie Tudor, le roi Henri VIII d'Angleterre recommande sa candidature auprès de Wolsey, qui créait à ce moment le Corpus Christi College à Oxford. Vivès fut ainsi nommé professeur de l'université d'Oxford le 12 octobre 1523. 
Il retourna à Bruges au début de 1524 pour y épouser Marguerite Valdaura, fille d’un notable de la ville. De retour en Angleterre, il s'opposa dans ses écrits au remariage d'Henri VIII avec Anne Boleyn, ce qui lui vaut la perte de sa chaire d'université et l'emprisonnement. 
Finalement banni d'Angleterre, il déclina l'offre de Catherine d'Aragon de venir à sa cour, probablement au souvenir des épreuves subies par ses propres parents, déclinant également l'offre de l'université d'Alcala de Henares par crainte que l'Inquisition ne le persécute à son tour,. Il écrit à Érasme en 1534 : 
« Nous sommes dans des moments où nous ne pouvons pas parler ou rester silencieux sans danger ».
Il rentre ainsi à Bruges. En 1539, le soulèvement de Gand et la menace d'une intervention de Charles Quint lui firent envisager de quitter la ville. Il mourut l'année suivante en laissant inachevée une Apologie générale du christianisme.

## Le penseur social

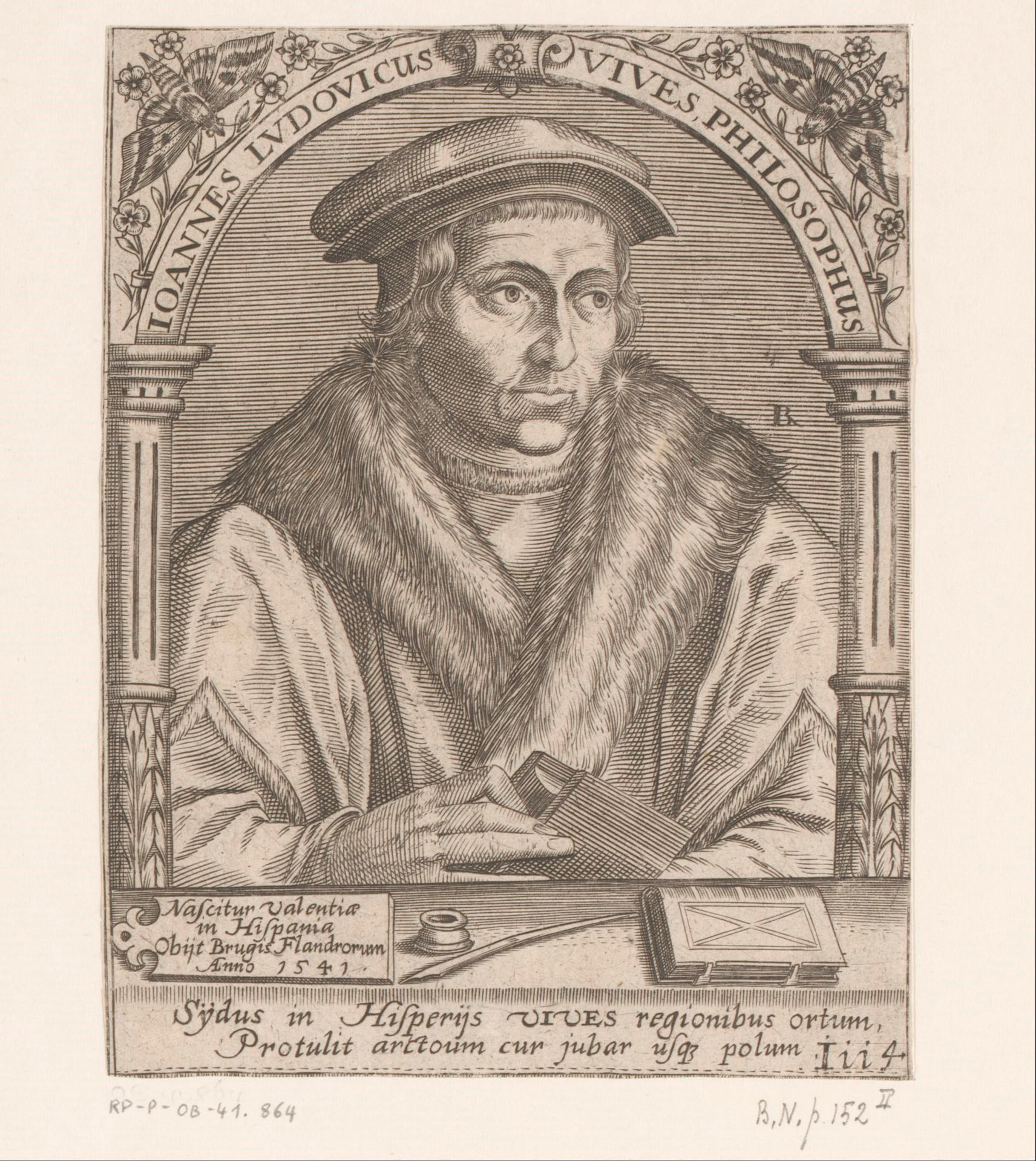
Portrait de « Ioannes Ludovicus Vives philosophus » (entre 1597 et 1599)

Critique envers l'administration ecclésiastique des fondations de charité, Vivès a surtout développé sa pensée sociale dans son traité De subventione pauperum. Il y souhaite l'instauration d'un contrôle strict par l'État de la situation de pauvreté, considérant qu'il n'existe pas de "droit à la paresse". Il y interdit aussi la mendicité, chasse les pauvres étrangers hors de la ville, contraint les citoyens à travailler, recommande l’apprentissage pour ceux qui n’ont pas de commerce. Il se prononce aussi en faveur de l’internement des aliénés, et de l’éducation obligatoire à partir de six ans pour les enfants trouvés. Pour financer cette politique, outre la vente des produits du travail des pauvres, et la taxation des revenus des hôpitaux et des riches communautés ecclésiastiques, il n'exclut pas les libéralités.
La ville d'Ypres mit ces idées en pratique en 1525, malgré les protestations des franciscains et d'autres penseurs, qui furent repoussées par le Parlement de Paris et par Charles Quint.

## Le pédagogue
Vivès est l’un des premiers auteurs à aborder l’anthropologie et la psychologie descriptive. Il reste surtout connu aujourd’hui pour ses travaux en pédagogie.

### Principes
Vivès est convaincu que l'homme devient homme par l'apprentissage d'une technique, et que cet apprentissage est possible pour tout individu. Il se fait durant toute la vie : l’homme ne cesse jamais d’apprendre. L’humaniste se doit de rester en permanente recherche et « il n’imaginera pas un instant être parvenu au sommet de l’érudition ».
Cet extrait du De ratione studiis puerilis (1523) montre l’optimisme et l’ambition de Vives envers l’éducation :
— Le père : Voici, mon fils, l’atelier où l’on forge les hommes. Celui que tu vois là-bas est le maître forgeron. Dieu vous garde, maître. Découvre-toi, petit, et plie le genou droit comme je te l’ai appris ; redresse-toi maintenant… Je vous amène mon fils pour que de cet âne qu’il est vous fassiez un homme à part entière.
— Filopono (le maître) : Je m’occuperai de lui avec le plus grand soin. Cela sera fait ; cet âne deviendra un homme ; de mauvais, il deviendra bon et homme de bien. N’ayez pas le moindre doute à ce sujet.
Il faut aimer le travail, car Dieu n’accorde pas ses bienfaits aux paresseux.

### Importance de la morale
« Les maîtres doivent non seulement avoir la compétence voulue pour bien enseigner… mais ils doivent aussi avoir des mœurs irréprochables. Leur premier souci doit être de ne dire ou faire aucune chose susceptible d’indigner ou de scandaliser celui qui les entend, et de ne rien réaliser qui ne se puisse imiter. Il est souhaitable que ceux qui sont promus au rang de maître le soient non seulement pour leur enseignement, mais aussi pour leur conduite vertueuse, car un enseignement qui ne correspond pas à la façon de vivre est pernicieux. »

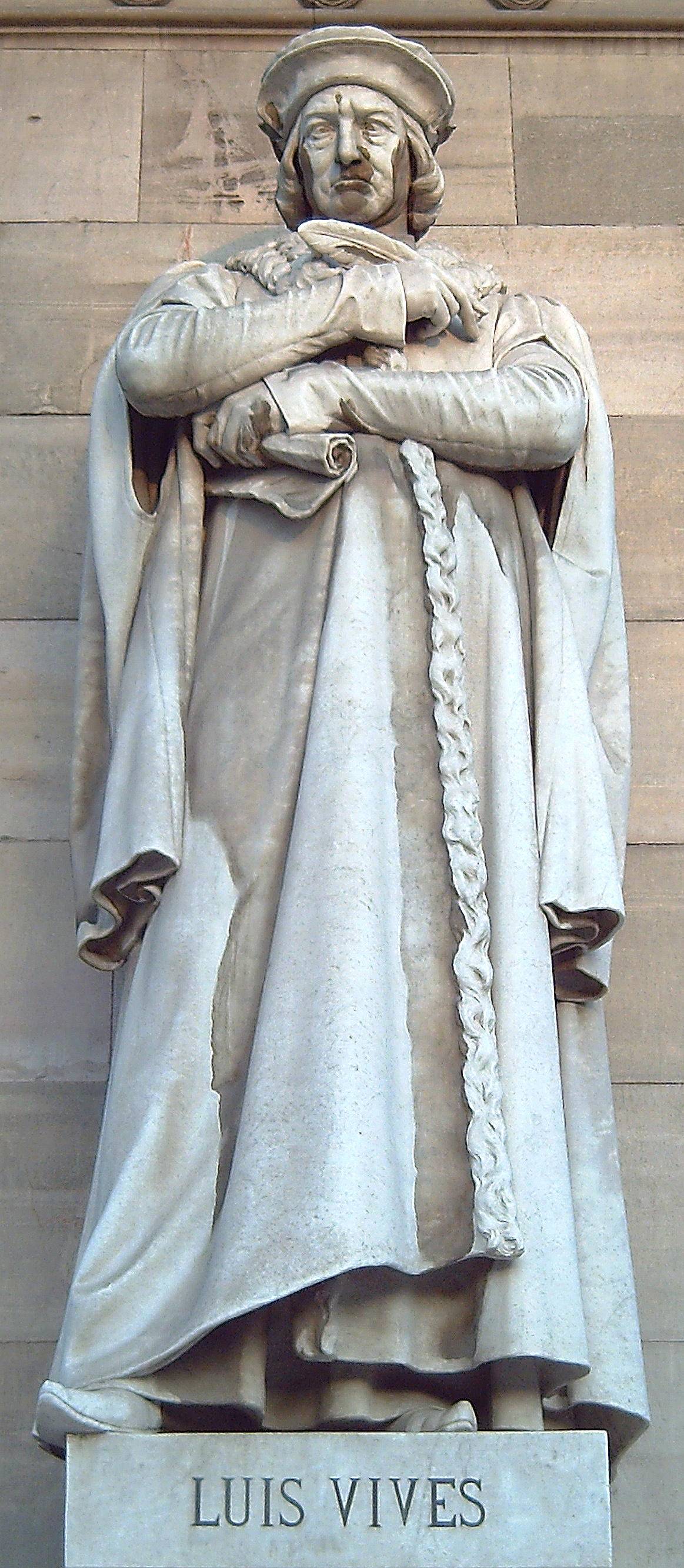
Statue de Jean Louis Vivès à Madrid.

Vives insiste donc sur le fait que l’enseignant doit faire preuve d’une tenue morale irréprochable. Il doit véhiculer les bonnes valeurs et les bonnes mœurs aux étudiants. De ce fait, l’apprentissage ne se concentre pas que sur les savoirs, mais aussi sur le 'Savoir-être', ce que nous appelons les compétences relationnelles.

### Trouver sa voie
Vives voit l’enseignant comme un guide qui aide chaque élève à prendre la bonne décision en matière d’études et de choix de métier. À cet effet s’impose une évaluation diagnostique durant laquelle le maître évalue les capacités de l’élève et le dirige vers le parcours approprié. Pour déceler les talents des enfants, il faut les faire participer à des activités variées pour observer leurs réactions.

« L’enfant doit passer un ou deux mois au collège afin que ses aptitudes intellectuelles et morales puissent être jaugées. Les maîtres se réuniront en secret quatre fois dans l’année pour échanger leurs impressions au sujet des possibilités de leurs élèves respectifs et décider de la méthode à utiliser pour chacun selon les aptitudes mises en évidence. »

L’élève est donc conseillé au long de son parcours scolaire et fait ses choix en fonction de ses propres intérêts. Vives insiste sur le danger qui consiste, pour les parents, à vouloir imposer des études à leurs enfants.

### La relation maître / élève
De plus, il attire l’attention sur l’influence qu’a l’opinion du professeur sur les performances de l’élève. Il s’agit donc d’une mise en garde de l’étiquetage : l’élève s’adapte à l’image que le professeur a de lui. Le maître doit donc garder les espoirs les plus élevés.
Il est important que l’élève se sente apprécié et estimé. Dans ce domaine, Vives rejoint la psychologie humaniste contemporaine. Il préconise une affection paternelle du professeur envers l’élève. Le maître doit gagner l’affection de l’élève et l’encourager sans cesse tout en le corrigeant. Les châtiments sont donc hors de question.

### L’empirisme: une pédagogie basée sur l’expérience
Pour Vives, l’expérience est à la base de tout apprentissage. L’apprenant est donc actif et suit la démarche suivante :
- observer la réalité
- déceler les problèmes qu’elle pose
- établir des modèles d’action
- confronter les modèles avec la réalité.

Il faut d’abord réaliser grand nombre d’expériences avant que d’en déduire des modèles et des règles.
On constate donc une forte analogie avec les pédagogies actives actuelles : l’apprenant vit des expériences dans son entourage qu’il exploite afin de le comprendre.

### Importance de l'expression
Vives veut former les élèves à l'éloquence, car celui qui sait le mieux parler triomphe parmi les hommes, d’où la nécessité de l’éducation à la rhétorique. Pour Vivès, la rhétorique ne sert pas uniquement à plaider devant des tribunaux ou à faire des discours politiques : elle est essentielle à la bonne administration.
Un thème essentiel et très actuel de Vivès est l’apprentissage de la langue.
Idéalement, tout le monde devrait parler une même langue universelle qui serait le latin vu son importance dans les arts et les sciences. Pour y concourir, Vives demande que l’on crée dans la plupart des villes des écoles d’enseignement des langues, non seulement des trois plus courantes, le latin, le grec et l'hébreu, mais aussi l’arabe, et même différents dialectes.

« Le latin s’est enrichi par les apports du grec, tout comme il a enrichi les autres langues d’Europe et en particulier… l’italien, l’espagnol et le français. Ceux qui parlent ces langues gagneraient beaucoup à se familiariser avec la langue latine, aussi bien pour la comprendre correctement que pour avoir accès à tous les arts et donner plus de pureté et d’ampleur à la langue nationale à laquelle le latin a donné souche. »

Vives énonce des règles précises concernant les méthodes d’apprentissage et d’enseignement de la langue et indique les auteurs et les passages recommandés : Cicéron, Sénèque, Plutarque, Platon, saint Jérôme et saint Augustin. Chez les modernes, il n’oublie ni l'Enchiridion d’Érasme, ni l'Utopia de Thomas More.
Dans sa Méthode d'éducation des enfants (1523), il définit la progression des apprentissages au cycle d’enseignement précédant les études universitaires :
- L’apprentissage commence par la lecture des lettres.
- Ensuite l’enfant apprend les syllabes pour passer à des extraits de discours. Cet apprentissage se fait par une alternance entre l’écrit et la lecture.
- Enfin vient l’étude de la conjugaison des verbes, de la syntaxe et la traduction de la langue vernaculaire vers le latin .

### Éducation et tenue des femmes
Dans De institutione feminae christianae (L’Instruction de la femme chrétienne, 1523), Vives traite de l’éducation de la femme.
Alors que le débat fait rage sur la question de l’accès des femmes au monde de l'écrit, il se place très clairement en faveur de l'enseignement des lettres à celles qui montreraient une bonne disposition pour l'étude. Il le limite toutefois à l’assimilation de la lecture qui doit se faire exclusivement à partir d'ouvrages de morale afin de ne pas corrompre la vertu de l’élève. Il émet par ailleurs des réserves quant à l’enseignement de l’écriture et précise que les jeunes hommes devront recevoir une formation plus ample et plus ouverte sur le monde.
L’ouvrage s’étend ensuite sur le comportement adéquat pour les jeunes filles qui doivent préférer avant toute chose la vertu. Elles doivent être initiées depuis leur plus jeune âge à la correcte tenue d'une maison ainsi qu’à l’oraison qui doit être constante et sincère. En ce qui concerne la tenue vestimentaire, la femme doit savoir se modérer et faire preuve de décence. Il la contraint d’ailleurs à sortir le moins possible de chez elle pour éviter les tentations et les mauvaises langues qui pourraient ruiner sa réputation et celle de sa famille.
Pour cet humaniste et érasmiste, la formation des jeunes filles engage avant tout le futur niveau moral de la société dans laquelle il vit.

### L’école, lieu d’apprentissage
Vives souligne l’importance de l’environnement du lieu d’apprentissage qu’est l’école.

« Que personne ne s’étonne que l’on recherche avec tant de soin l’endroit où doit naître et croître la sagesse, tout comme l’on recherche le lieu où installer la ruche pour que les abeilles nous donnent leur miel. »

Différents facteurs comme le risque d’épidémies, la présence d’aliments sains, l’isolation de tout voisinage bruyant et des voies publiques, etc. déterminent l’emplacement des écoles.

## Œuvres de Vives
Grand pacifiste, Juan Luis Vives écrivit à de nombreuses reprises aux autorités européennes (papes et rois), pour les engager à la paix et au dialogue et rédigea des traités sur la paix entre les peuples d'Europe. 
Catholique converti, il écrivit également sur la foi chrétienne. Les œuvres de Vives sont (pour l'époque) de grands succès de librairie, à l'égal des Adages et des Colloques d'Érasme, son modèle.
Il publia ainsi en latin de « nombreux ouvrages de philosophie, de théologie, de philologie, de pédagogie et de politique, parmi lesquels on peut distinguer De disciplinis comme son chef-d'œuvre ».
- In pseudo dialecticos (1519) est un pamphlet contre le verbiage des écolâtres parisiens, dont Vivès gardait un vif souvenir.
- De institutione feminæ Christianæ (1523), connut quarante éditions et de nombreuses traductions en langues vulgaires. Subordonnant, à l'image de ses contemporains, la femme à l’homme, dont la nature était considérée comme inférieure, Vives exigeait néanmoins que les femmes ne soient pas abandonnées à l’ignorance. Il voyait dans le mariage un acte essentiellement civique et juridique, fondé sur des concessions réciproques et librement consenties.
- Juan Luís Vives, « De ratione studii puerilis », Balthasar Lasius, Bâle, 1539 (consulté le 17 mai 2007), sur le site des Bibliothèques Virtuelles Humanistes.
- De subventione pauperum (1526) était une réponse aux magistrats de Bruges, ville où la misère et le chômage s'étalaient dans les rues. Vivès estime que la charité encourage les pauvres à ne pas chercher de travail. Il propose de limiter l'aide publique financière aux malades et aux handicapés, mais de mettre au travail les inactifs en bonne santé, ou de les expulser de la cité.
- Introductio ad sapientiam (1524) connut cinquante éditions. En philosophie, Vivès s’en prit violemment à l’œuvre d’Aristote et tenta de réconcilier la pensée classique avec l’influence chrétienne.
- Ad animi exercitationem in Deum commentatiumculæ connut dix-huit éditions.
- Le De disciplinis (1531), ouvrage en 20 livres, est considéré par Vivès lui-même et par les spécialistes comme son chef-d’œuvre[16]. Il est composé de trois parties : De causis corruptarum artium (« Sur les causes de la corruption des arts ») ; De tradendis disciplinis (« Sur la transmission des savoirs ») ; De artibus (« Sur les arts »). Dans la première partie, Vivès examine les vices des principales disciplines enseignées dans les écoles et universités (grammaire, dialectique, rhétorique, philosophie naturelle, morale et droit civil), et attaque avec virulence les méthodes et mœurs scolastiques, ainsi que la dévotion de ses contemporains pour Aristote [17]. Dans la deuxième partie, il propose une réforme de l’éducation dans laquelle le savoir du maître, au lieu d'être tourné vers lui-même, serait dirigé vers l’édification chrétienne de l’élève : cette partie est notamment connue pour ses jugements sur la bibliographie de l’époque, et pour avoir mis en lumière l’importance de l'histoire, « qui l’emporte, dit Vivès, sur toutes les disciplines. » Dans la troisième partie, l’auteur expose les règles de la philosophie première, c’est-à-dire de la métaphysique et de la dialectique, en les simplifiant autant que possible d’après les exigences de la clarté humaniste.
- Linguae Latinae exercitatio, Basileae : per R. Winter, 1539 : un cours de latin qui est son principal ouvrage didactique et fut réédité dix-huit fois.
- De anima et vita (1538) rassemble les recherches de l'auteur sur la psychologie.
- L'Apologie inachevée de Vivès fut éditée à titre posthume sous le titre De veritate fidei christianae par Cranevelt (1543). Le livre IV présente le dialogue d’un chrétien et d’un docteur de l’islam.

## Hommages
- Xarxa Vives d'Universitats. Le nom de Jean Louis Vivès a été donné à un réseau de 22 universités de langue ou culture catalane appartenant à quatre pays (Andorre, Espagne, France, Italie).
- En 1930, un établissement d'enseignement secondaire emblématique de Valence, sa ville natale, est rebaptisé en son honneur (l'actuel Institut Lluís Vives)[18].
- (11363) Vives, astéroïde.